# Шведсько-новгородські війни
Шве́дсько-новгоро́дські війни — серія військових конфліктів між Новгородською республікою та Швецією за контроль над північним узбережжям Фінської затоки та Іжорською землею — важливими для Ганзейської ліги областями, що лежали на торговому шляху між Північною Європою та Візантією. З боку Швеції ті конфлікти мали релігійний підтекст, хоч відомості про офіційно видані до XIV століття булли Римських пап, що оголошували початок хрестових походів, відсутні.

## Перші сутички
Шведські вікінги просувались переважно на схід. Вони контролювали річку Неву та займались торгівлею у Ладозі. Після прийняття на Русі православ'я 988 року відносини між Новгородом та шведами, ще поганцями, але вже об'єктом християнізації з боку католицької церкви, почали погіршуватись.
997 Ейрік Глатір організував військовий похід на Ладогу та зруйнував її, а 1015 здійснив напад його брат Свейн. Після одруження Ярослава Мудрого з дочкою шведського короля Інгігердою 1019 року конфлікт було врегульовано, Ладогу було передано як придане. Нею керував ярл Регнвальд Ульвсон — батько шведського короля Стенкіля. Онука останнього, Хрістіна, 1095 вийшла заміж за Мстислава I Великого.

## Відновлення конфліктів

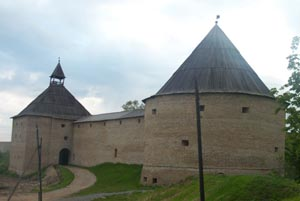
Староладозька фортеця, збудована з каменю у XII й перебудована у XV–XVI століттях

1132 року Мстислав I помер. За чотири роки Новгород відійшов від Київської Русі, й там установився республіканський лад.
Між новоствореною республікою та Швецією невдовзі почались військові конфлікти. Так, відповідно до Першого Новгородського літопису, шведські війська 1142 року атакували в районі Балтійського моря новгородський купецький караван у складі 3 лоддей, що прямували до Новгорода, вбивши 150 новгородців. При цьому нападники самі втратили три шнеки та 150 чоловік. То був перший зафіксований літописом випадок військової сутички між Швецією та Новгородом. 1164 вже потужний шведський флот дістався Ладоги. Утім його було вщент розбито (флот втратив 43 судна) військами під командуванням князя Святослава Ростиславовича та посадника Захарія.
Новгородці та їхні союзники карели організовували піратські набіги на шведські землі упродовж XII століття. За легендою, під час одного з таких набігів 1187 року на шведське місто Сигтуна вони переправили до Новгорода Сигтунські ворота, які було встановлено у Софійському соборі як військовий трофей. Шведські джерела називають нападників «язичниками», новгородські джерела взагалі не згадують про ті події. Найбільш поширена версія — Сигтуну взяли та пограбували язичники —ести, але дорогою назад їх, у свою чергу, пограбували новгородські ушкуйники, які й привезли ворота до Новгорода.
У відповідь 1188 року варяги здійснили напад на новгородців на Скандинавському березі, а німці — на Готланді, змусивши новгородців тимчасово припинити морську торгівлю.
За легендою, 1191 року новгородці спільно з карелами здійснили морський похід до Фінляндії проти шведів. Під час походу було взято Або. У шведських хроніках й у новгородських літописах про це згадок немає, назва Åbo вперше згадується лише 1270.
Сутички такого роду закінчились після укладення угоди 1195 між Новгородом, німцями та шведами. Вона забезпечувала вільне відвідування тих країн новгородцями на тих же умовах, що існували для німців, які приїжджали до Новгорода, й жителів Готланда.
Деякі шведські джерела стверджують, що ярл Йон 9 років боровся з Новгородом та Інгрією наприкінці XII століття. Згадки про це у руських джерелах відсутні.

## Події у Фінляндії

### Невська битва
Окрім Ладоги інтереси Новгорода та Швеції перетнулись у Фінляндії, куди новгородці регулярно організовували походи з XI століття. Напад узимку 1226–1227 років призвів до важких втрат з фінської сторони. Напад фінів у відповідь на Ладогу 1228 завершився невдачею.
У 1230-х роках між Новгородом і Швецією розгорілися прикордонні конфлікти за Карелію та південь Фінляндії.
Влітку 1240 шведський загін   висадився на берег Неви поблизу з гирлом Іжори. Йому на зустріч вийшов загін новгородців на чолі з Олександром Ярославичем. Відбувся бій, у якому шведи зазнали поразки ( так звана Невська битва ).
Шведи напали на  Фінляндію і підкорили її у 1249–1250 роках. За сім років новгородці знову спустошили Фінляндію, яку контролювали шведи.

### Війни за Карелію

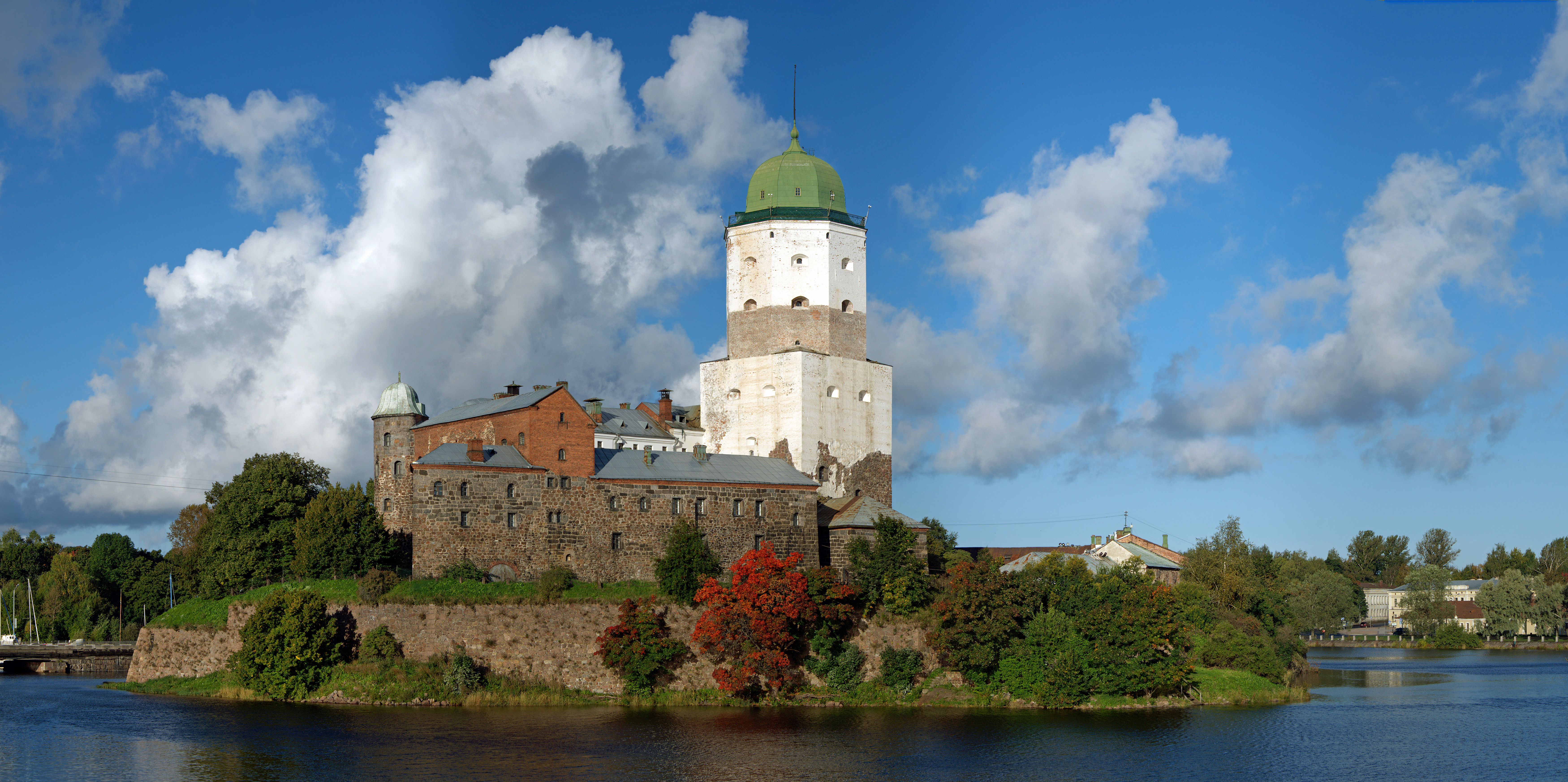
Виборзький замок, закладений шведами 1293 року

1284 шведський флот під командуванням воєводи Трунда пройшов до Ладозького озера для збирання данини з підвладних Новгороду карелів. Новгородці на чолі з посадником Семеном дочекались на повернення шведів до гирла Неви, напали на них та знищили більшу частину шведських кораблів.
1293 Швеція захопила Західну Карелію та збудувала на тій території замок, а дещо згодом — фортецю Кексгольм. Та експедиція отримала назву третього шведського хрестового походу. Того ж року новгородці зруйнували фортецю Кексгольм та взяли в облогу Виборзький замок, але невдало.

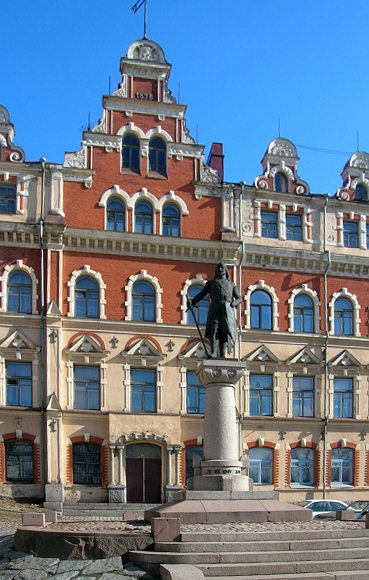
Пам'ятник Кнутссону у Виборзі, засновником якого його вважають

1300 року шведи під командуванням Торкеля Кнутсона висадились у місці впадіння Охти до Неви, заснувавши там фортецю Ландскрона. Вона була дуже потужною. Загін новгородців намагався завадити будівництву. З метою знищення шведських кораблів вони пустили течією річки Охти підпалені плоти, але шведи встигли перегородити річку колодою. Штурм фортеці був невдалим, а новгородський загін відступив. Восени основні сили шведів вирушили додому, залишивши у фортеці гарнізон числом 300 осіб. Навесні 1301 року суздальсько-новгородське військо під командуванням великого князя Андрія Олександровича взяло фортецю в облогу. Шведи були послаблені цингою та голодом й не могли довго опиратись. 18 травня того ж року новгородці увірвались до фортеці, перебили її гарнізон, спалили та понівечили укріплення.
З початку XIV століття напруженість зросла. Обидві держави перебували у стані постійної війни. 1310 новгородці здійснили похід для відновлення містечка на річці Узерва (Вуокса), що впадає до Ладозького озера. На місці старих укріплень було зведено нове місто Корела, що стало опорним пунктом новгородців у тому районі. У відповідь шведський флот підійшов до Ладоги та спалив її. 1311 року новгородці під командуванням князя Дмитра Романовича здійснили морську експедицію через Фінську затоку на узбережжя Фінляндії. В результаті успішних дій новгородці заволоділи районом Борго — Тавасгус.
За три роки зросло невдоволення карелів владою Новгорода, що вилилось у відкритий заколот. Руських правителів було вбито, Карелія попрохала допомоги у Швеції. За кілька місяців протистояння Карелію знову підкорив Новгород.
1318 року новгородці напали на Або у південно-західній Фінляндії. Місто й собор собор, а також єпископський замок Куусісто було спалено. 1323 військо під командуванням князя Юрія знову взяло в облогу Виборг. За місяць облоги новгородці так і не змогли взяти місто, незважаючи на застосування катапульт. Того ж року русичі заснували Орешек — важливу фортецю, що контролювала Неву біля її витоків з Ладозького озера.

### Ореховський мир

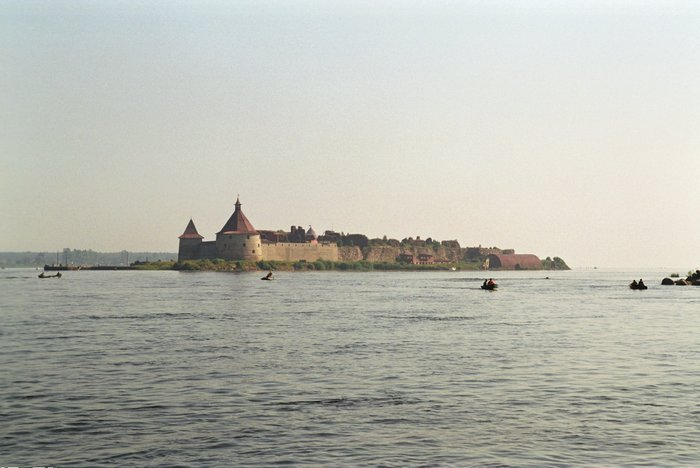
Орешек — одна з фортець, зведена Новгородом для стримування шведської експансії

Ореховський мир був першою мирною угодою, укладеною між Новгородом та Швецією (12 серпня 1323). Пізніше було укладено угоду між Новгородом і Норвегією. Ті договори зумовлювали встановлення «довічного миру» в регіоні, але зрештою виявились лише тимчасовими заходами.
1337 року за допомогою Швеції проти новгородської влади повстали жителі східної частини Карельського перешийку. Тоді шведський король Магнус Еріксон відрядив війська на підтримку повстанців. Їм удалось ненадовго захопити фортецю Корела. Наступного року Новгород узяв в облогу Виборг, але невдовзі було укладено перемир'я.
За 10 років миру Магнус Еріксон вирішив відновити конфлікт і зажадав від Новгорода визнання влади папи римського. Відповідно до Першого й Четвертого Новгородських літописів король зажадав, щоб новгородці взяли участь у дебатах з його «філософами» (католицькими теологами), після чого мала бути встановлена та релігія чий представник узяв би гору в суперечці. Новгородський архієпископ Василь, порадившись із посадником та іншими знатними людьми міста, відповів:
|  | Якщо бажаєте знати, яка віра краща: ваша чи наша, відрядіть посольство до патріарха — ми прийняли віру від греків |

.
Отримавши таку відповідь, король 1348 року висадив десант на Березовому острові, а у серпні того ж року заволодів містом Ореховець. Утім восени новгородці потай пройшли на суднах річкою Волхов до Ладозького озера та, здійснивши раптовий напад на шведський флот, що стояв біля Ореховця, розбили його. У лютому наступного року Орешек було звільнено новгородським військом, а на місці Ландскрони русичі заснували фортецю Канці.
1350 року король удався до ще однієї невдалої спроби нападу. Того ж року у північній Європі поширилась «Чорна смерть», що поклала край військовим діям.

## Подальший розвиток конфлікту
У подальшому сутички мали випадковий характер, оскільки Новгород втратив багато можливостей щодо захисту своїх інтересів на півночі. Спроби Швеції встановити контроль над Ботнічною затокою змусили Новгород у 1370-х роках розпочати будівництво замку біля дельти річки Оулуйокі. Швеція у відповідь заклала поряд власний замок. Новгород здійснив на нього напад 1377 року, але не зміг його взяти. Наступного року папа Григорій XI втрутився у конфлікт і видав буллу про початок Хрестового походу проти Новгорода. Невдовзі після цього новгородцям довелось залишити західне узбережжя Фінляндії.
Військові сутички між сторонами відновлювались у 1392 та 1411 роках. Однак Швеція до того часу стала членом Кальмарської унії та переймалась боротьбою скандинавських країн упродовж всього XV століття. Останній конфлікт мав місце 1445 року, за кілька десятиліть до включення Новгорода до складу Московського князівства. Утім такі події не призвели до встановлення миру — конфлікт тривав уже між Швецією та Московією (згодом — Росією) до початку XIX століття.